# Suisse au Concours Eurovision de la chanson 2013
 (mars 2024).
 (mars 2024).
La mise en forme du texte ne suit pas les recommandations de Wikipédia : il faut le « wikifier ».
Les points d'amélioration suivants sont les cas les plus fréquents. Le détail des points à revoir est peut-être précisé sur la page de discussion.
- Les titres sont pré-formatés par le logiciel. Ils ne sont ni en capitales, ni en gras.
- Le texte ne doit pas être écrit en capitales (les noms de famille non plus), ni en gras, ni en italique, ni en « petit »…
- Le gras n'est utilisé que pour surligner le titre de l'article dans l'introduction, une seule fois.
- L'italique est rarement utilisé : mots en langue étrangère, titres d'œuvres, noms de bateaux, etc.
- Les citations ne sont pas en italique mais en corps de texte normal. Elles sont entourées par des guillemets français : « et ».
- Les listes à puces sont à éviter, des paragraphes rédigés étant largement préférés. Les tableaux sont à réserver à la présentation de données structurées (résultats, etc.).
- Les appels de note de bas de page (petits chiffres en exposant, introduits par l'outil «  Source ») sont à placer entre la fin de phrase et le point final[comme ça].
- Les liens internes (vers d'autres articles de Wikipédia) sont à choisir avec parcimonie. Créez des liens vers des articles approfondissant le sujet. Les termes génériques sans rapport avec le sujet sont à éviter, ainsi que les répétitions de liens vers un même terme.
- Les liens externes sont à placer uniquement dans une section « Liens externes », à la fin de l'article. Ces liens sont à choisir avec parcimonie suivant les règles définies. Si un lien sert de source à l'article, son insertion dans le texte est à faire par les notes de bas de page.
- La présentation des références doit suivre les conventions bibliographiques. Il est recommandé d'utiliser les modèles {{Ouvrage}}, {{Chapitre}}, {{Article}}, {{Lien web}} et/ou {{Bibliographie}}. Le mode d'édition visuel peut mettre en forme automatiquement les références.
- Insérer une infobox (cadre d'informations à droite) n'est pas obligatoire pour parachever la mise en page.

Pour une aide détaillée, merci de consulter Aide:Wikification.
Si vous pensez que ces points ont été résolus, vous pouvez retirer ce bandeau et améliorer la mise en forme d'un autre article.
La Suisse est l'un des trente-neuf pays participants du Concours Eurovision de la chanson 2013, qui se déroule à Malmö en Suède. Le pays représenté par le chanteur Takasa et sa chanson You And Me, est annoncée le 15 décembre 2012, à la suite de sa victoire lors de la finale nationale Die grosse Entscheidungs Show 2013.

## Sélection

### Format
Die grosse Entscheidungs Show 2013 était la troisième édition du format de la finale nationale suisse qui a sélectionné la participation de la Suisse au Concours Eurovision de la chanson 2013. La finale nationale est le fruit d'une collaboration entre trois radiodiffuseurs suisses : le radiodiffuseur suisse-allemand Schweizer Fernsehen (SF), le radiodiffuseur suisse-français Radio Télévision Suisse (RTS) et le radiodiffuseur suisse-italien Radiotelevisione svizzera (RSI). L'émission a eu lieu le 15 décembre 2012 à la Bodensee Arena de Kreuzlingen, animée par Sven Epiney et a été télévisée sur SRF 1, RSI La 2 avec les commentaires italiens de Sandy Altermatt et RTS Deux avec les commentaires français de Valérie Ogier et Jean-Marc Richard[3][4][5] La compétition a également été diffusée en ligne sur le site officiel respectif de chaque diffuseur suisse[6].    

### Chansons sélectionnées
Le processus de sélection s'est déroulé en deux étapes avant la sélection des finalistes pour le spectacle en direct et, finalement, du gagnant. Lors de la première phase du concours, SF, RTS et RSI ont procédé à des sélections différentes afin de déterminer les candidats qu'ils ont présentés pour la deuxième phase du concours. SF a présenté quatre candidats, la RTS trois candidats et la RSI deux candidats. Les neuf artistes et chansons passent à la deuxième étape, la finale nationale télévisée, où l'artiste et la chanson gagnants sont sélectionnés pour représenter la Suisse à Malmö[7].  
| Artiste            | Chanson                  | Chaîne |      |            |     |
| ------------------ | ------------------------ | ------ | ---- | ---------- | --- |
| Artiste            | Chanson                  | Chaîne | Ally | "Catch Me" | RSI |
| Anthony Bighead    | "Do the Monkey"          | SF     |      |            |     |
| Carrousel          | "J'avais rendez-vous"    | RTS    |      |            |     |
| Chiara Dubey       | "Bella sera"             | RSI    |      |            |     |
| Heilsarmee         | "You and Me"             | SF     |      |            |     |
| Jesse Ritch        | "Forever & a Day"        | SF     |      |            |     |
| Melissa            | "The Point of No Return" | SF     |      |            |     |
| Nicolas Fraissinet | "Lève-toi"               | RTS    |      |            |     |
| Nill Klemm         | "On My Way"              | RTS    |      |            |     |

## Émission
| Ordre | Artiste            | Chanson                  | Télévote | Place |  |
| Ordre | Artiste            | Chanson                  | Télévote | Place |  |
| 1     | Ally               | "Catch Me"               | 0.79%    | 9     |  |
| 2     | Chiara Dubey       | "Bella sera"             | 9.04%    | 5     |  |
| 3     | Carrousel          | "J'avais rendez-vous"    | 17.26%   | 2     |  |
| 4     | Anthony Bighead    | "Do the Monkey"          | 5.66%    | 7     |  |
| 5     | Heilsarmee         | "You and Me"             | 37.54%   | 1     |  |
| 6     | Nill Klemm         | "On My Way"              | 1.69%    | 8     |  |
| 7     | Melissa            | "The Point of No Return" | 9.72%    | 4     |  |
| 8     | Nicolas Fraissinet | "Lève-toi"               | 6.55%    | 6     |  |
| 9     | Jesse Ritch        | "Forever & a Day"        | 11.75%   | 3     |  |

## À l'Eurovision
La Suisse participa à la deuxième demi-finale, le 16 mai 2013. Y arrivant 13e avec 41 points, le pays échoue qualifie pour la finale du 18 mai 2013.  